# Nils Wesström
Nils Johan Wesström, född den 17 maj 1894 i Gävle, död den 7 september 1979 i Lund, var en svensk sjömilitär. Han var måg till Hans Ramel.
Wesström blev fänrik vid flottan 1917 och löjtnant där 1919. Efter att ha genomått Sjökrigshögskolans högre kurs 1925–1926 blev han kapten 1929. Wesström var biträdande marinattaché i Paris 1933–1934 och chef för torpeddepartementet i Stockholm 1934–1935. Han blev adjutant hos kungen 1941 och överadjutant 1947. Wesström befordrades till kommendörkapten av andra graden 1939, av första graden 1942, och till kommendör 1947. Han var marinattaché i London 1939–1942, chef för en jagardivision 1942–1943, byråchef i marinens torpedbyrå 1944, chef för vapenavdelningen vid Karlskrona örlogsvarv 1945–1948 och chef för Stockholms örlogsvarv 1948–1954. Wesström invaldes som ledamot av Örlogsmannasällskapet 1944. Han blev riddare av Vasaorden 1937 och av Svärdsorden 1938 samt kommendör av andra klassen av sistnämnda orden 1951 och kommendör av första klassen 1954. Wesström vilar på Galärvarvskyrkogården i Stockholm.